# Anselm Reichhold
Anselm Reichhold OSB  (* 3. September 1920 in Unterschnatterbach, Gemeinde Scheyern als Michael Reichhold; † 10. September 2002) war ein deutscher Benediktiner, Gymnasiallehrer und Heimatforscher.

## Leben
Von 1931 bis 1937 besuchte er das damalige Progymnasium der Benediktiner in Scheyern. Er nahm am Zweiten Weltkrieg teil und war von 1945 bis 1948 in sowjetischer Kriegsgefangenschaft in Astrachan, worüber er in einem Buch berichtet. Danach studierte er katholische Theologie und Philosophie sowie auch Mathematik und Physik.  Er lehrte am Gymnasium der Benediktiner in Scheyern und von 1969 bis zu seinem Ruhestand 1976 am Schyren-Gymnasium Pfaffenhofen als Fachleiter für Mathematik und zuletzt auch als Leiter der Zweigstelle des Schyren-Gymnasiums in Scheyern. Seit 1958 hatte er die Schriftleitung der Hauszeitschrift der Abtei Scheyern Der Scheyrer Turm.
1982 wurde er Mitglied der Bayerischen Benediktinerakademie. Nach dem Ausscheiden aus dem Schuldienst 1976 widmete er sich besonders der historischen Forschung. Mehr als zehn Jahre Arbeit verwendete er auf die 1987 erschienene Haus- und Familiengeschichte des Dorfes Großenhag/Scheyern. Als sein bedeutendstes Werk gilt die Monographie Chronik von Scheyern, die 1998 erschien.

## Schriften (Auswahl)
- Haus- und Familiengeschichte des Dorfes Großenhag, Scheyern: mit Beiträgen zur Geschichte der Pfarrei und zum Leben unserer Vorfahren. Selbstverl. d. Abtei Scheyern. Bd. 1, 1987. Bd. 2 Scheyern-Ost, 1991. Bd. 3 Scheyern-West, 1991.  Bd. 4 Scheyern-Nord, 1991. OCLC 614654696.
- Die deutsche katholische Kirche zur Zeit des Nationalsozialismus (1933–1945) unter besonderer Berücksichtigung der Hirtenbriefe, Denkschriften, Predigten und sonstigen Kundgebungen der deutschen katholischen Bischöfe. Sankt Ottilien 1992, ISBN 3-88096-665-6.
- Einführung in die analytische Geometrie der affinen Abbildungen. München 1992, ISBN 3-431-03130-7.
- Die Scheyerer Fürstenbilder in der Wittelsbacher Grabkirche. Scheyern 1993, OCLC 163461942.
- Zweimal Astrachan: einige Erlebnisse aus meiner russischen Kriegsgefangenschaft in Astrachan; 10. Mai 1945 bis 2. Juni 1948; Anhang: andere Berichte. Scheyern: Kloster Scheyern, 2. erw. Auflage 1995, OCLC 729991380.
- Chronik von Scheyern. Von den ersten Anfängen bis zur Gegenwart. Weißenhorn 1998, ISBN 3-87437-411-4.
- Kardinal Faulhaber, Erzbischof von München: prägende Gestalt des Widerstandes gegen den Nationalsozialismus: kritische Stellungnahme zu den Vorwürfen gegen die Katholische Kirche über ihre Haltung zur Zeit des Nationalsozialismus. In: Der Scheyerer Turm, 57 : Sondernummer. Scheyern: Benediktinerabtei Scheyern, 2000, OCLC 163308751.